# Кіта Нарікацу
Кіта Нарікацу (яп. 北就勝, кіта нарікацу; ? — 30 серпня 1557) — самурайський полководець середньовічної Японії періоду Сенґоку. Четвертий син Морі Хіромото. Молодший звідний брат Морі Мотонарі.

## Життєпис
Нарікацу народився у провінції Акі, від служанки Морі Хіромото з роду Аріта. Через низьке походження матері і пошкоджену у дитинстві ногу, яка зробила його кульгавим на все життя, він був відданий до буддистського монастиря Дзьоракудзі, у якому став настоятелем. Проте згодом молодий монах повернувся в мир, став прийомним сином роду Кіта, який був васалам Морі, і, змінивш своє уродженне прізвище "Морі" на "Кіта", став називатися Кіта Нарікацу.
Бездітний Нарікацу помер 30 серпня 1557 року.